# Don't Look Back (filme)
Don't Look Back  é um filme estadunidense do gênero show dirigido por D. A. Pennebaker lançado em 1967.

## Resumo
Documentário sobre a turnê de Bob Dylan pela Inglaterra durante 1965. Participam seus companheiros de viagem, como Donovan (por pouco tempo), Alan Price e Joan Baez.

## Elenco
- Bob Dylan — ele mesmo
- Albert Grossman — ele mesmo
- Bob Neuwirth — ele mesmo
- Joan Baez — ele mesmo
- Alan Price — ele mesmo
- Tito Burns — ele mesmo
- Donovan — ele mesmo
- Derroll Adams — ele mesmo